# شبكة المساواة للمثليين والمثليات
كانت شبكة المساواة للمثليين والمثليات (بالإنجليزية: Gay and Lesbian Equality Network)‏ (GLEN) منظمة أيرلندية لحقوق المثليين، ومقرها في دبلن، أيرلندا. تأسست المنظمة في عام 1988 من قبل كيران روز وكريستوفر روبسون. ركزت شبكة المساواة للمثليين والمثليات على تحقيق التغيير في التشريع والسياسة الاجتماعية التي من شأنها تحقيق المساواة الكاملة والإدماج للأشخاص المثليين والمثليات ومزدوجي التوجه الجنسي والمتحولين جنسيا في أيرلندا، والحماية من جميع أشكال التمييز. تألف مجلس الإدارة من مارغوت سلاتري (الرئيسة)، سايمون نوغنت؛ مورييل وولز، شيموس دولي والدكتور فيرغوس ريان. في مايو 2017، تم الإعلان عن إغلاق شبكة المساواة للمثليين والمثليات.

## الإفتتاح الرسمي
في 3 أبريل 2006، قام رئيس الوزراء الأيرلندي بيرتي أهرن بالافتتاح الرسمي لمكاتب شبكة مساواة المثليين والمثليات الجديدة في فامبالي كورت في دبلن 8 . كانت هذه لحظة ذات أهمية تاريخية حيث كانت أول مرة يزور فيها رئيس حكومة أيرلندية منظمة للمثليين. أطلق رئيس الوزراء أيضا الخطة الإستراتيجية الخمسية لشبكة مساواة المثليين والمثليات بعنوان «بناء التغيير المستدام» والتي تحدد أولويات المنظمة للمضي قدماً، وأهمها هو سن تشريع ينص على الاعتراف القانوني بالعلاقات المثلية. في خطاب ألقاه أمام الضيوف المجتمعين، أعلن رئيس الوزراء الأيرلندي بيرتي أهرن أن «التوجه الجنسي لا يمكن ولا يجب أن يكون أساسًا لمواطنة من الدرجة الثانية. لقد تغيرت قوانيننا وستستمر في التغيير لتعكس هذا المبدأ.»

## العاملون
كان أعضاء شبكة مساواة المثليين والمثليات هم:
- شاغر - المدير التنفيذي
- ماري هاميلتون - مدير الإدارة
- أودران آلن - مدير الصحة العقلية
- دافين روش - مدير التنوع في مكان العمل
- إيمار أو'رايلي - المسؤول عن تنوع مكان العمل
- روس فلاناغان - مسؤول الاتصالات والفعاليات

## الاعتراف القانوني بالعلاقات المثلية
عُين مدير تغيير السياسات في شبكة المساواة للمثليين والمثليات، أوين كولينز، في مجموعة عمل معنية بالشراكة المحلية أنشأتها الحكومة في أوائل عام 2006. وكان الغرض من المجموعة هو تقديم خيارات تتعلق بالاعتراف القانوني بالعلاقات المثلية لوزير العدالة للنظر. وترأستها المحامية والنائبة في مجلس النواب سابقا عن الديمقراطيين التقدميين آن كولي. تم نشر تقرير كولي في نوفمبر 2006 وحدد خيارين اثنين فقط التي يتعين النظر فيها - فتح الزواج للأزواج المثليين والمثليات، الذي جاء كخيار المساواة الكاملة، أو الشراكة المدنية التي من شأنها أن توفر جميع حقوق ومسؤوليات الزواج.
في الانتخابات العامة الأيرلندية في مايو 2007، التزمت جميع الأحزاب السياسية الرئيسية بالتشريع في هذا المجال إذا كانت تشكل جزءًا من الحكومة الجديدة. بعد مفاوضات بين حزي فيانا فايل وحزب الخضر الأيرلندي، أنتج الحزبان برنامجًا للحكومة في يونيو 2007. تضمنت الوثيقة الالتزام التالي بشأن الاعتراف القانوني بالعلاقات المثلية: «هذه الحكومة ملتزمة بالمساواة الكاملة للجميع في مجتمعنا. مع مراعاة ورقة الخيارات المعدة من قبل مجموعة كولي وقضية المحكمة العليا في الانتظار، سنصدر تشريعات للشراكات المدنية في أقرب وقت ممكن في حياة الحكومة.» رحب شبكة المساواة للمثليين والمثليات بشدة بالالتزام بإدخال التغيير بناءً على نتائج تقرير كولي، وتطلعت إلى العمل مع الحكومة لتحقيق المساواة للسكان من مجتمع الميم في أيرلندا.
نشرت الحكومة الأيرلندية «النقاط المهمة في مشروع قانون الشراكة المدنية» في 24 يونيو 2008، ورحبت شبكة المساواة للمثليين والمثليات بهذا بشدة. في حديثه رداً على التشريع المقترح، قال رئيس شبكة المساواة للمثليين والمثليات، كيران روز، «إن الشراكة المدنية الشاملة، كما هو مقترح في رؤساء مشروع القانون، هي معلم رئيسي نحو المساواة. هدف شبكة المساواة للمثليين والمثليات هو الوصول إلى المساواة الكاملة من خلال الزواج المدني وهذا القانون هو خطوة أساسية إلى الأمام نحو هذا الهدف، حيث ستعمل الأحكام التي تم تحديدها اليوم على حل العديد من المشكلات العاجلة والملحة التي يواجهها الشركاء المثليون والمثليات، كما ستوفر أيضًا منصة لمزيد من التقدم.» في 26 يونيو 2009، تم نشر مشروع قانون الشراكة المدنية من قبل وزير العدل ديرموت أهيرن. أيدت شبكة المساواة للمثليين والمثليات مرة أخرى هذا التطور بقوة لكنها أعربت أيضًا عن قلقها إزاء عدم وجود أي نص في مشروع القانون لتوفير الدعم القانوني والاعتراف بالعديد من الأطفال الذين يتم تربيتهم من قبل الأزواج المثليين. في هذا الوقت، نشرت شبكة المساواة للمثليين والمثليات ثلاث وثائق لإعلام كل من صانعي السياسات ومجتمع المثليين عن مشروع قانون الشراكة المدنية. وهي:
- «التسلسل الزمني للأحداث الرئيسية: حملة شبكة المساواة للمثليين والمثليات من أجل الاعتراف القانوني بالعلاقات وبالأسر المثلية»[7]
- «الشراكة المدنية - الإجابة على أسئلتك: تحليل شامل لمشروع قانون الشراكة المدنية»[8]
- «الشراكة المدنية: نظرة عامة»[9]

في أعقاب إقرار قانون الشراكة المدنية وبعض الحقوق والواجبات للشركاء المتساكنين 2010 من خلال المجلسين الأعلى السفلي في البرلمان الأيرلندي، نشرت شبكة المساواة للمثليين والمثليات خطابات مجلس الشيوخ للاحتفال بمرور هذا التشريع التاريخي والاحتفال به. في إطلاق مناقشات مجلس الشيوخ حول الشراكة المدنية في يوليو 2010 صرّح وزير العدل ديرموت أهيرن قائلاً: «أود أن أشيد بشبكة المساواة للمثليين والمثليات على الطريقة التي ضغطوا بها ليقودنا إلى ما نحن عليه اليوم. أعرف أن وجهة نظرهم هي أنه ما زال هناك الكثير الذي يتعين القيام به وهذا بالتأكيد هو رأيهم ورغبتهم وأتمنى لهم التوفيق في هذا الصدد، وأريد أن أشيد بهم على الطريقة الواقعية والمعقولة التي مارسوا بها جميع الأحزاب السياسية وكان جميع الأحزاب السياسية ستواجه بعض القضايا المتعلقة بهذا التشريع بالذات. لكن شبكة المساواة للمثليين والمثليات فعلت ذلك بطريقة اعتقدت أن الجميع فهموا تمام الإدراك أنهم كانوا معقولين وأنهم فهموا المعايير التي طلبنا من خلالها العمل... واليوم هو احتفال لجميع الناس في شبكة المساواة للمثليين والمثليات والمنظمات الأخرى الذين كانوا الضغط من أجل هذا.لقد قامت شبكة المساواة للمثليين والمثليات بعمل رائع وأريد أن أشكر جميع الأشخاص المرتبطين بشبكة المساواة للمثليين والمثليات على الطريقة التي أدوا بها أعمالهم، وأشكرهم بشكل خاص على المنتجات الممتازة التي طرحوها بسرعة نتيجة لإصدار هذا التشريع».
تلقى دعم شبكة المساواة للمثليين والمثليات لقانون الشراكة المدنية انتقادات من بعض منظمات مجتمع المثليين الأخرى الذين اعتقدوا أن مشروع قانون الشراكة المدنية كان تمييزيا وغير كاف.

## مكان العمل والاقتصاد/أبطال التنوع
أطلقت شبكة المساواة للمثليين والمثليات برنامج أبطال التنوع الذي يعد أول برنامج عمل في أيرلندا لا يهدف إلى الربح ويهدف إلى مساعدة أصحاب العمل الأيرلنديين من خلال ضم الموظفين المثليين والمثليات ومزدوجي التوجه الجنسي. يشمل الأعضاء أرباب العمل الرئيسيين مثل أكسنتشر وآي بي إم وكلية دبلن الجامعية، والذين يحصلون كأعضاء على مجموعة من المزايا والخدمات بما في ذلك مدير حساب عميل مخصص، وندوات حول قضايا المثليين، وفعاليات التواصل للموظفين المثليين، والتدريب عالي الجودة، والقياس وغيرها من الفرص للشركات لبناء علامتها التجارية وسمعتها على التنوع.
يعتمد برنامج أبطال التنوع على مجموعة من العمل والمشاركة بين شبكة المساواة للمثليين والمثليات وأصحاب العمل الرئيسيين ومنظمات أصحاب العمل ونقابات العمال. وقد شمل هذا:
- تطوير موارد شبكة المساواة للمثليين والمثليات التميز في التنوع - [www.excellenceindiversity.ie] - مجموعة أدوات على الإنترنت مصممة لمساعدة أصحاب العمل على تطبيق وتقييم الممارسات الجيدة، والتي أطلقتها إرنست آند يونغ. تم تمويله من قبل وحدة تعميم المساواة التي تمولها بشكل مشترك الصندوق الاجتماعي الأوروبي 2007-2013 ومن قبل هيئة المساواة؛
- إطلاق في عام 2010 من قبل نائب رئيس الوزراء ووزير الأعمال والتجارة والتوظيف حينها من دليل شبكة المساواة للمثليين والمثليات لأرباب العمل عن تنوع المثليين،  يدعمها المنظمة الرئيسية لأصحاب العمل الأيرلنديين وآي بي إم أيرلندا والعمل في المجتمع والكونغرس الأيرلندي لنقابات العمال وهيئة المساواة.
- إطلاق الدليل المشترك لشبكة المساواة للمثليين والمثليات/الكونغرس الأيرلندي لنقابات العمال وهو كون الشخص من مجتمع المثليين في العمل: دليل للأشخاص المثليين ونقابات العمال.

استجابت شبكة المساواة للمثليين والمثليات أيضًا لأصحاب العمل الرئيسيين في أيرلندا - مايكروسوفت وسيتي غروب وغوغل وبرايس ووتر هاوس كوبرز وكلية دبلن الجامعية - الذين يبحثون عن معلومات حول الشراكة المدنية، والتي لها آثار كبيرة على قانون وممارسة العمل. ينص القانون الجديد على المساواة في المعاملة بين الأزواج والشركاء المدنيين في توفير المعاشات التقاعدية واستحقاقات مكان العمل والأساس الجديد للمساواة في الحالة المدنية.
عملت شبكة المساواة للمثليين والمثليات ومجلس مدينة دبلن بنجاح على مشروع لبناء توافق في الآراء حول الحالة الاقتصادية للمساواة. توج هذا في ندوة بعنوان "العولمة والتنوع والتجديد الاقتصادي"، أطلقها اللورد مايور لدبلن ويضم البروفيسور شون كاي، مؤلف كتاب "إحياء سلتيك"؟ صعود وسقوط وتجديد أيرلندا العالمية" كمتحدث رئيسي. شارك في الحدث أيضًا متحدثون بارزون من مجالات تطوير السياسات الاقتصادية والتجارية.
كما نشرت شبكة المساواة للمثليين والمثليات تقرير المساواة والتنوع والقدرة التنافسية الاقتصادية. تم تمويل المشروع من قبل برنامج التقدم في الاتحاد الأوروبي (2007-2013) وهيئة المساواة. 

## التمويل
أصبحت شبكة المساواة للمثليين والمثليات مؤسسة خيرية مسجلة منذ عام 2005. وتتلقى تمويلًا من مسؤول الخدمات الصحية، ولكنها تلقت أيضًا تمويلًا من الخيرية الأطلسية - تلقت شبكة المساواة للمثليين والمثليات 4,727,860 دولارًا بين عامي 2005 و 2011.
وأدى ذلك إلى انتقادات من جانب بريدا أوبراين، راعية مجموعة الضغط بمعهد إيونا للروم الكاثوليك إلى حد كبير، والتي تستخدم التمويل من الخارج للتأثير على التشريعات وللقيام بحملات سياسية في الانتخابات مثل أثناء استفتاء الزواج. تعرض معهد إيونا نفسه لانتقادات بسبب حملته السياسية بينما فشل في التسجيل لدى لجنة المعايير في المكتب العام، التي تراقب التبرعات السياسية. لم تفعل ذلك حتى منتصف حملة استفتاء زواج المثليين 2015، موضحة أن تغيير سياستها كان لأنها أرادت «لعب دور أكمل» في الحملة.

## الخلافات المالية
في أبريل 2017، تم توجيه شبكة المساواة للمثليين والمثليات من قبل منظم الأعمال الخيرية لتزويدها بالسجلات المالية، بعد مراجعة داخلية لإجراءات حوكمة الشركات والإفصاح الطوعي عن المنظم. ذكرت آين دوغان أن المخالفات قد لوحظت بعد فترة وجيزة من تعيينها مديرة تنفيذية في أكتوبر 2016.
تتعلق القضايا التي لم يتم حسابها بمصروفات تصل إلى 60,000 يورو، استخدام التمويل الحكومي للحملات السياسية واستخدام بطاقات الائتمان لشبكة المساواة للمثليين والمثليات في عمليات الشراء الشخصية (تم سدادها لاحقًا). استقال مؤسس شبكة المساواة للمثليين والمثليات والرئيس المشارك كيران روز كرئيس مشارك في عام 2016 بعد ظهور أن ملصقات الحملة الانتخابية لحملته الانتخابية التي قام بها في مجلس الشيوخ قد طبعت في المؤسسة الخيرية. في حين تم سداد تكلفة الطباعة، طلبت المنظمة توضيحا من الجهة المنظمة في حال خرقت قواعد تحد من مشاركة الجمعيات الخيرية في الحملات السياسية. استقال روز من مجلس إدارة شبكة المساواة للمثليين والمثليات في أبريل 2017 لأن «أحد جوانب دعم شبكة المساواة للمثليين والمثليات له في عام 2016 يتسبب في تشتيت الانتباه عن عمل شبكة المساواة للمثليين والمثليات وإلى مشكلات أخرى قيد المراجعة من قبل منظم الجمعيات الخيرية.»
وسلط وزير الحماية الاجتماعية آنذاك، ليو فرادكار، الضوء على «العمل المهم حقًا» الذي قامت به شبكة المساواة للمثليين والمثليات، لكنه قال إنه من المهم جدًا أن يتم التحقيق بشكل كامل في أي قضايا وأن «أي شيء يحتاج إلى أن يتم تصحيحه فسيتم تصحيحه». صرح مجلس شبكة المساواة للمثليين والمثليات بأنه «مقتنع بأن جميع المنح التي تم تلقيها قد استخدمت للغرض المقصود وليس لديه سبب للشك في وجود أي اختلاس للأموال».
بعد تعليقات من دوغان، قالت نائبة مجلس النواب ماري لو ماكدونالد، إنها تعتزم إثارة القضايا المتعلقة بالمخالفات المالية في شبكة المساواة للمثليين والمثليات في لجنة الحسابات العامة في مجلس النواب. تعتزم شبكة المساواة للمثليين والمثليات تعيين مدير تنفيذي مؤقت عقب استقالة آين دوغان.

## ادعاءات التنمر
ظهرت مزاعم التنمر في شبكة المساواة للمثليين والمثليات في عام 2017. وقد استقال أحد الشاكين منذ ذلك الحين. تم تعيين عضو خارجي للفحص والنظر في المزاعم.